# Seleção Cigana de Futebol
A Seleção Cigana de Futebol é uma equipe oficial de futebol que representa o povo cigano.

## Afiliação
Não é afiliada a nenhuma confederação da FIFA, por isso não pode jogar em nenhum dos seus torneios. No entanto, é afiliada à ConIFA, e jogou na Copa Europeia ConIFA.

## História
A equipe participou na edição de 2015, onde terminou em 5º lugar, acima do anfitrião País Sículo. Mostrou boa forma e habilidade, e perdeu por pouco para a Ilha de Man e a Padania. Desde janeiro de 2016, o terceiro time de futebol de Milão - Brera Calcio -, cujo presidente é Alessandro Aleotti, está gerenciando a equipe nacional dos ciganos como uma ferramenta para combater a discriminação em curso do povo cigano em toda a Europa.
O Brera Calcio está lançando um novo projeto que visa usar o futebol como uma maneira de mudar a percepção e aumentar a consciência do povo cigano. O clube de futebol está trabalhando em colaboração com a ativista internacional Dijana Pavlovic, uma atriz cigana com um passaporte sérvio que vive em Milão. A equipe do Brera Calcio está selecionando os jogadores dessa etnia em 18 países europeus, que orgulhosamente usarão as camisetas da “National”, a maior minoria étnica da Europa. A equipe é treinada pelo técnico Andrea Mazza, do Brera Calcio, e competiria na Copa do Mundo ConIFA de 2016. Contudo, foi forçada a desistir do torneio devido a dificuldades em obter documentos de viagem.